# Strobilanthes hallbergii
Strobilanthes hallbergii är en akantusväxtart som beskrevs av Blatter. Strobilanthes hallbergii ingår i släktet Strobilanthes och familjen akantusväxter. Inga underarter finns listade i Catalogue of Life.